# روبن غارسيس
روبن غارسيس (بالإسبانية: Rubén Garcés)‏ مواليد 17 أكتوبر 1973، هو لاعب كرة سلة بنمي بدأ مسيرته الاحترافية في سنة 1997. يبلغ طوله 6 قدم 10 بوصة (2.1 م).

## روابط خارجية
- روبن غارسيس على موقع الاتحاد الدولي لكرة السلة (الإنجليزية)
- روبن غارسيس على موقع إن بي أي (الإنجليزية)
- روبن غارسيس على موقع سبورتس رفرنس (الإنجليزية)
- روبن غارسيس على موقع الدوري الإسباني لكرة السلة (الإسبانية)
- روبن غارسيس على موقع كرة السلة الأوروبية.كوم (الإنجليزية)
- روبن غارسيس على موقع كلية كرة السلة في سبورتس رفرنس.كوم (الإنجليزية)
- روبن غارسيس على موقع ريلجم (الإنجليزية)
- روبن غارسيس على موقع بروبوليرز (الإنجليزية)
- روبن غارسيس على موقع سبورتس رفرنس (الإنجليزية)